# Николлет (город, Миннесота)
Николлет (англ. Nicollet) — город в округе Николлет, штат Миннесота, США. На площади 2,3 км² (2,3 км² — суша, водоёмов нет), согласно переписи 2002 года, проживают 889 человек. Плотность населения составляет 389,3 чел./км².
- Телефонный код города — 507
- Почтовый индекс — 56074
- FIPS-код города — 27-46150[1]
- GNIS-идентификатор — 0648544[2]